# Brandwijk
Brandwijk (51° 53′ N, 4° 49′ L) é uma cidade dos Países Baixos, na província de Holanda do Sul. Brandwijk pertence ao município de Molenwaard, e está situada a 13 km, a oeste de Gorinchem.
A área de Brandwijk, que também inclui as partes periféricas da cidade, bem como a zona rural circundante, tem uma população estimada em 290 habitantes.